# Celia Cruz
Úrsula Hilaria Celia Caridad Cruz Alfonso, nome artístico de Celia Cruz, (Havana, 21 de outubro de 1925 — Fort Lee, 16 de julho de 2003) foi uma cantora cubana. Apelidada de "A Rainha da Salsa" e "La Guarachera de Cuba", ela é amplamente considerada uma das artistas latinas mais populares e importantes do Século XX e um ícone da música latina. Ela foi um dos maiores expoentes de seu gênero, bem como uma das artistas musicais mais influentes de seu país.
Celia Cruz também tornou famosa a expressão "Açúcar!", que adotou e ficou na memória coletiva como sua frase de identificação, que gritava como um anúncio carnavalesco incitando a diversão. Com um estilo único e uma imagem icônica de apelo inigualável, graças a um dom carismático e musical difícil de repetir, Celia Cruz é considerada um autêntico símbolo da cultura latina em todo o mundo.
Sua constante evolução no mundo da música a ajudou a permanecer em vigor praticamente até sua morte e conquistar novas gerações de seguidores. Sua carreira formou um legado inestimável e uma referência incontornável para as gerações futuras que descobriram nela uma fonte de inspiração impressionante e prolífica. Algumas das músicas interpretadas por ela fazem parte do patrimônio cultural da América Latina. Entre as mais famosas estão "Quimbara", "Burundanga", "Que le den candela", "La vida es un carnaval", "La negra tiene tumbao" e a versão salsa de I Will Survive, entre muitas outras. Em 2021, a revista Rolling Stone classificou "La vida es un carnaval" entre as 500 melhores músicas de todos os tempos, na posição 439.
Saiu de seu país em 1959, nunca mais retornando, em virtude do regime de Fidel Castro. Foi para o México, onde gravou com outros artistas como Tito Puente. Do México mudou-se para Nova York, onde passou a maior parte de sua vida e morou até o fim dela.
Foi a maior intérprete cubana, tendo recebido vinte discos de ouro e recebendo o título de "Rainha da Salsa".
Participou da novela mexicana, "El alma no tiene color" (1997), exibida no Brasil em 2001 pelo SBT com o título "A Alma não Tem Cor". Foi casada durante 41 anos, com o trompetista do grupo "La Sonora Matancera" Pedro Knight. Em 16 de julho de 2003, ela morreu de um tumor maligno no cérebro em sua casa em Fort Lee, Nova Jersey.
Depois de sua morte seu corpo embalsamado foi levado para Miami e Nova Iorque, de tal maneira que todos puderam render homenagens.

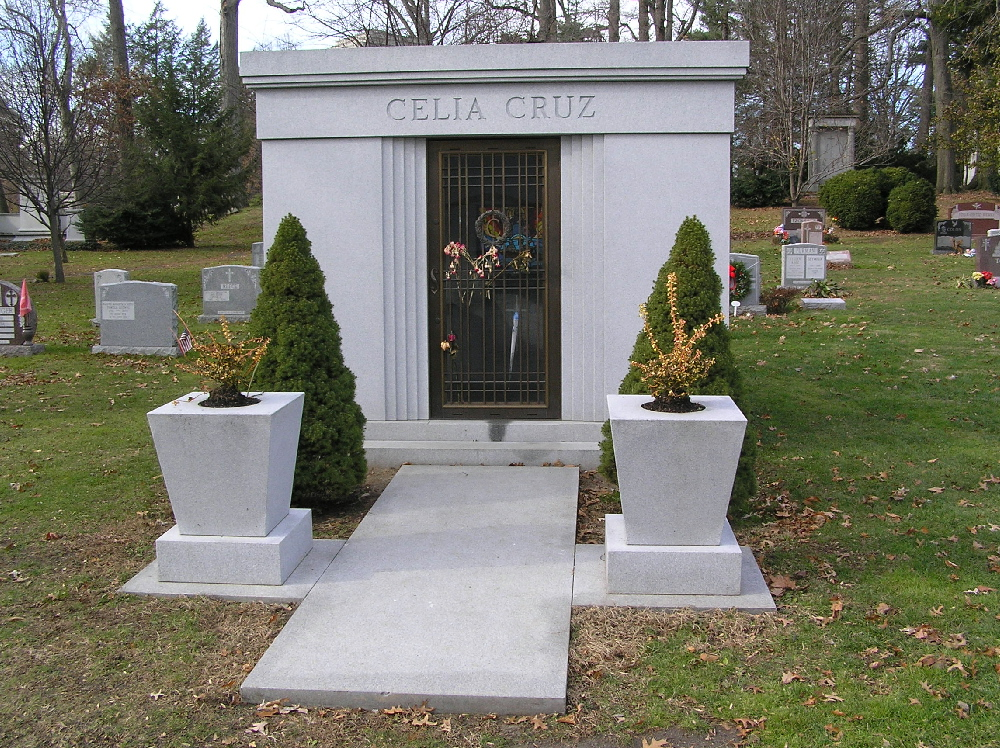
Mausoléu no Cemitério de Woodlawn

Seu sepultamento reuniu mais de 150 mil pessoas em Miami e em New York. O mundo inteiro lhe rendeu homenagens. America Latina se rendeu aos seus pés e a comunidade artística mundial reconhecia a um de seus mais altos expoentes. O sepultamento de Nova York constituiu um dos maiores que essa cidade recorda, superando inclusive ao de Judy Garland em 1969.[carece de fontes?] Foi sepultada no Cemitério de Woodlawn.
Em Fevereiro de 2004 , seu último álbum, publicado depois de sua morte, ganhou um prêmio póstumo em os Premios Lo Nuestro como melhor álbum de salsa do ano. Recentemente teve uma música sua inserida no jogo Call of Duty: Black Ops, na primeira fase, é possível ouvir "Quimbara" ao fundo do bar.

## Discografia

### Seeco Records
Com a Sonora Matancera
| Serie     | Título                                       | Ano de Produção |
| CELP 432  | Cuba's Foremost Rhythm Singer                | 1960            |
| SCLP 9060 | Una Noche en Caracas con la Sonora Matancera | 1955            |
| SCLP 9067 | Sings - Canta                                | 1956            |
| SCLP 9072 | Baile con la Sonora Matancera                | 1956            |
| SCLP 9101 | Cuba's Queen of Rhythm                       | 1958            |
| SCLP 9116 | Los Invita a Bailar                          | 1958            |
| SCLP 9136 | La Incomparable Celia                        | 1958            |
| SCLP 9124 | Grándes Éxitos con la Sonora Matancera       | 1960            |
| SCLP 9157 | Navidades con la Sonora Matancera            | 1960            |
| SCLP 9171 | Su Favorita                                  | 1960            |
| SCLP 9192 | La Dinámica                                  | 1960            |
| SCLP 9200 | Reflexiones de Celia Cruz                    | 1960            |
| SCLP 9206 | Celebremos Noche Buena con Sonora Matancera  | 1961            |
| SCLP 9215 | Canciones Premiadas                          | 1961            |
| SCLP 9227 | México que Grande Eres                       | 1961            |
| SCLP 9246 | La Tierna, Conmovedora, Bamboleadora         | 1963            |
| SCLP 9267 | Canciones Inolvidables "La Guagua"           | 1964            |
| SCLP 9271 | Sabor y Ritmo de los Pueblos                 | 1965            |

- Compilações

| Serie     | Título                                         |
| TRLP 5197 | Con Amor                                       |
| SSS 3001  | Mi Diario Musical                              |
| SCLP 9269 | Homenaje a los Santos                          |
| SCLP 9281 | Homenaje a los Santos Vol.2                    |
| SCLP 9311 | Homenaje a la Madama                           |
| SCLP 9312 | Homenaje a Yemayá                              |
| SCLP 9317 | Festejando Navidad                             |
| SCLP 9325 | Interpreta "El Yerbero" y "La Sopa en Botella" |
| SCLP 9345 | Boleros                                        |
| SCLP 9365 | Las Guarachas de la Guarachera                 |

Com a Orquestra de Rene Hernández
| Serie     | Título                                        | Ano de Publicação |
| SCLP 9263 | Canciones que Yo quería haber Grabado Primero | 1964              |

Com a Orquestra de Vicentico Valdés
| Serie     | Título                           | Ano de Publicação |
| SCLP 9286 | El Nuevo Estilo de la Guarachera | 1966              |

### Tico Records
Com Tito Puente e Orquestra
| Serie    | Título                      | Ano de Publicação |
| SLP 1136 | Cuba y Puerto Rico Son…     | 1965              |
| SLP 1193 | Quimbo Quimbumbia           | 1969              |
| SLP 1207 | Etc.,Etc.,Etc.              | 1969              |
| SLP 1221 | Alma con Alma               | 1971              |
| SLP 1227 | En España                   | 1971              |
| SLP 1304 | Algo Especial para Recordar | 1972              |

Com a Sonora de Memo Salamanca
| Serie    | Título             | Ano de Publicação |
| SLP 1143 | Son con Guaguancó  | 1966              |
| SLP 1157 | Bravo - Celia Cruz | 1967              |
| SLP 1164 | A Ti, México!!     | 1968              |
| SLP 1180 | Serenata Guajira   | 1968              |
| SLP 1186 | La Excitante       | 1969              |
| SLP 1232 | Nuevos Éxitos      | 1971              |

- Compilações

| Serie    | Título                 | Ano de Publicação |
| SLP 1316 | The Best of Celia Cruz | 1978              |
| SLP 1423 | A Todos mis Amigos     | 1978              |

### Fania - Vaya Label
| Serie    | Título                                  | Ano de Publicação |
| FA 425   | Orchestra Harlow: "Hommy" A Latin Opera | 1973              |
| VAYA 77  | The Brilliant Best                      | 1978              |
| VAYA 19  | La Candela                              | 1986              |
| VAYA 110 | Tributo a Ismael Rivera                 | 1992              |

Com Johnny Pacheco
| Serie    | Título                 | Ano de Publicação |
| VAYA 31  | Celia & Johnny         | 1974              |
| VAYA 37  | Tremendo Caché         | 1975              |
| VAYA 52  | Recordando el Ayer     | 1976              |
| VAYA 80  | Eternos                | 1979              |
| VAYA 90  | Celia, Johnny and Pete | 1980              |
| VAYA 106 | De Nuevo               | 1985              |

Com a Sonora Ponceña
| Serie   | Título                  | Ano de Publicação |
| VAYA 84 | La Ceiba y la Sigüaraya | 1979              |

Com Willie Colón
| Serie    | Título                                                                       | Ano de Publicação |
| VAYA 66  | Only They Could Have Made This Album - Sólo Ellos, pudieron hacer éste Álbum | 1977              |
| VAYA 93  | Celia & Willie                                                               | 1981              |
| VAYA 109 | The Winners - Los Triunfadores                                               | 1986              |

Com Ray Barretto
| Serie  | Título                                     | Ano de Publicação |
| FA 623 | Tremendo Trío: Celia, Barretto & Adalberto | 1983              |
| FA 651 | Ritmo en el Corazón                        | 1988              |

Com a Fania All Stars
| Serie  | Título                       | Ano de Publicação |
| FA 476 | Live at Yankke Stadium Vol.1 | 1975              |
| FA 477 | Live at Yankke Stadium Vol.2 | 1975              |
| FA 515 | Live                         | 1978              |
| FA 16  | Cross Over                   | 1979              |
| FA 564 | Commitment                   | 1980              |
| FA 596 | Latin Connection             | 1988              |
| FA 15  | Live in the Africa           | 1986              |
| FA 640 | ¡ Viva la Charanga !         | 1986              |
| FA 650 | Bamboleo                     | 1988              |

Com Tito Puente e orquestra
| Serie    | Título                     | Ano de Publicação |
| TIC 1425 | Homenaje a Beny Moré       | 1978              |
| TIC 1436 | Homenaje a Beny Moré Vol.2 | 1979              |
| VAYA 105 | Homenaje a Beny Moré Vol.3 | 1985              |

### Bárbaro Records
| Serie | Título                                                     | Ano de Publicação |
| B 212 | Feliz Encuentro con la Sonora Matancera                    | 1982              |
| B 226 | En Vivo desde Radio Progreso con la Sonora Matancera Vol.1 | 1995              |
| B 227 | En Vivo desde Radio Progreso con la Sonora Matancera Vol.2 | 1995              |
| B 228 | En Vivo desde Radio Progreso con la Sonora Matancera Vol.3 | 1995              |
| B 229 | En Vivo desde Radio Progreso y C.M.Q Vol.4                 | 1995              |
| B 230 | En Vivo desde Radio C.M.Q con la Sonora Matancera Vol.5    | 1995              |

### R.M.M Records
| Serie     | Título                                   | Ano de Publicação |
| RMM 80985 | Azúcar Negra                             | 1993              |
| RMM 81452 | Unrepeatable - Irrepetible               | 1994              |
| RMM 82011 | Tropical Tribute to The Beatles          | 1996              |
| RMD 82201 | Duet's                                   | 1997              |
| RMD 82068 | Mi Vida es Cantar                        | 1998              |
| RMD 84078 | Celia Cruz and Friends: A Night of Salsa | 1999              |

### Sony Music Entertainment
| Serie     | Título                | Ano de Publicação |
| SNY 84132 | Siempre Vivire        | 2000              |
| SNY 84972 | La Negra tiene Tumbao | 2001              |
| SNY 87607 | Hits Mix              | 2002              |
| SNY 70620 | Regalo del Alma       | 2003              |

### Universal Music Latino
| Serie      | Título                   | Ano de Publicação |
| UMD 653129 | Dios disfrute a la Reina | 2004              |

### Cubanacan Records
| Serie     | Título                        | Ano de Publicação |
| CUCD 1710 | Las Muchas Celias             | 1998              |
| CUCD 1707 | La Sonora Matancera ¡En Vivo! | 1998              |

### Elektra / Asylum Records
| Serie    | Título                                         | Ano de Publicação |
| EA 61240 | The Mambo Kings (Original Sound Track Picture) | 1992              |

## Filmografía e televisão

### Telenovelas
- Valentina (1993)
- El alma no tiene color (1997)

### Filmes
- Salón México (1948)
- Rincón criollo (1950)
- Una gallega en la Habana (1955)
- De espaldas (1955)
- ¡Olé, Cuba! (1956)
- Affair in Havana (1957)
- Amorcito corazón (1961)
- Salsa!! (1988)
- The Mambo King's (1992)
- The Pérez Family (1995)

### Especiais em DVD
- Yo soy, Celia Cruz
- ¡Azúcar!, Homenaje a Celia Cruz
- Celia Cruz & Friends - A Night of Salsa
- La Eterna Voz
- Celia Cruz and the Fania All-Stars in Africa
- An Extraordinary Woman
- Guantanamera
- El Show de Romerín
- El Show de Romerín Vol.2
- El Show de Romerín Vol.3
- El Show de Romerín Vol.4

### Outros Discos Compilados
- Candela Pura
- Cocktail Hour
- A Rough Guide to Celia Cruz
- Cuba Bella
- El Carnaval de la Vida
- Boleros Eternos Vol.1
- Boleros Eternos Vol.2
- Éxitos Eternos Vol. 1
- Éxitos Eternos Vol. 2
- 50 Años Cantando para Ti
- Serie 32
- Mango Mangüe
- Carnaval de Éxitos
- Canto a la Caridad
- Gozando…Siempre Gozando
- At the Beginning…
- Queen of Salsa
- On Fire: The Essential
- Habanera
- Angelitos Negros
- Tributo a los Orishas (1999)
- Con Sabor a Cuba
- Salsa Superstar
- La Irresistible
- Afro-Cubana
- Salsa y azucar (1999)
- Madre Rumba